# Plectranthus dissitiflorus
Espèce
Synonymes
- Coleus dissitiflorus Gürke[1] [2]
- Plectranthus dissitiflorus (Guerke) J.K.Morton (Guerke) J.K.Morton (préféré par UICN)[2]

Statut de conservation UICN

 CR A1c : 
En danger critique
Plectranthus dissitiflorus (Gürke) J.K. Morton est une espèce de plantes à fleurs de la famille des Lamiaceae et du genre Plectranthus endémique du Cameroun. 

## Description
C'est une herbe pérenne aromatique pouvant atteindre une hauteur de 120 cm.

## Distribution
Très rare, elle est endémique du Cameroun, où elle a été observée dans la Région du Sud-Ouest, au mont Cameroun, entre Buéa et Bimbia.
Elle figure sur la liste rouge de l'UICN comme espèce en danger critique d'extinction (CR).